# Тимковський Меєр Йосипович
Тимковський Меєр (Маєр) Йосипович (18 лютого 1909, Новогеоргіївськ — 3 вересня 1983, Ленінград) — сільськогосподарський робітник, Герой Соціалістичної Праці (1948). З 1934 року обіймав керівні посади в цукровій промисловості. У 1942 році — директор Біловодського цукрового заводу Киргизької РСР, а з 1943 року — директор Фрунзенського бурякосійного радгоспу в Киргизькій РСР. У 1947 році очолюваний ним радгосп зібрав по 817 центнерів цукрового буряка з гектара на 24 гектарах землі, за що удостоєнний звання Героя Соціалістичної Праці із врученням ордена Леніна.
У 1960-х роках працював директором Єлгавського цукрового заводу у Латвійській РСР. Пізніше проживав у Ленінграді, де працював в одному з ювелірних магазинів.

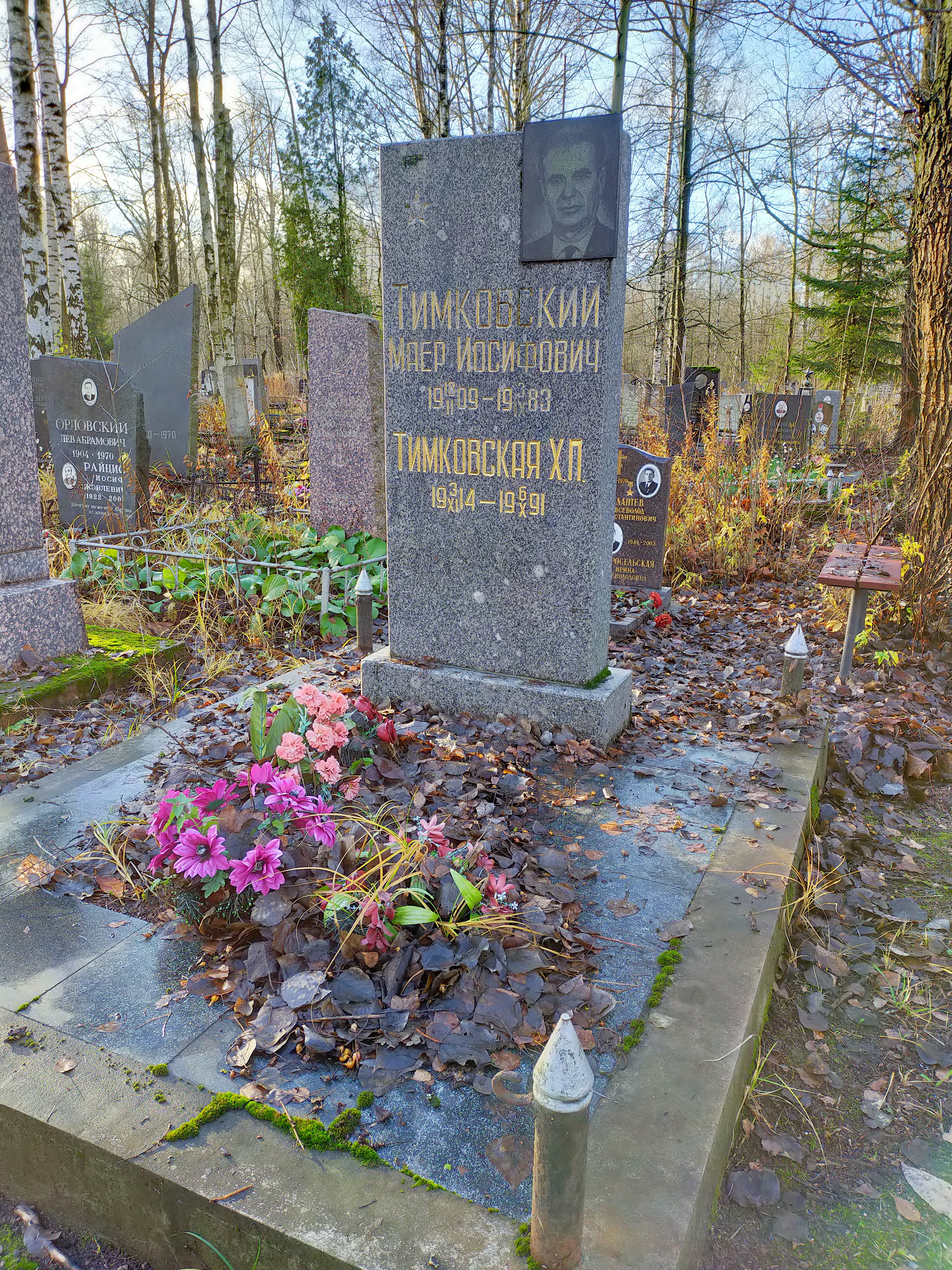
Могила Тимковського М.Й. на кладовищі у Санкт-Петербурзі